# Bellota yacui
Bellota yacui là một loài nhện trong họ Salticidae.
Loài này thuộc chi Bellota. Bellota yacui được María Elena Galiano miêu tả năm 1972.